# Lloyd Chapman
Lloyd Chapman (Martlesham, 30 augustus 1989) is een Engels wielrenner die anno 2016 rijdt voor Pedal Heaven.

## Carrière
In 2015 werd Chapman vijfde in het nationaal kampioenschap tijdrijden, ruim vijfenhalve minuut achter winnaar Alex Dowsett.
In 2016 verruilde hij zijn club Richardsons-Trek Road Team voor de continentale ploeg Pedal Heaven. Zijn debuut maakte hij in de An Post Rás, waar de derde etappe werd gewonnen door zijn ploeggenoot James Gullen.

## Ploegen
- 2016 –  Pedal Heaven

Chapman · Ferguson · Fox · Fry · Gardias · Gullen · Jones · McGowan · Paton · Pullar · Stedman · Tanfield · Tipper · Townsend · Webber · Wilkinson · Womersley